# علم محاسبه
علم محاسباتی که با نام‌های محاسبات علمی، محاسبات فنی یا محاسبات علمی (SC) نیز می‌شود، بخشی از علوم و به‌طور خاص علوم رایانه است که از قابلیت‌های محاسباتی پیشرفته برای درک و حل مسائل پیچیده استفاده می‌کند. در حالی که این بحث معمولاً به محاسبات بصری کاهش می‌یابد، این زمینه پژوهشی معمولاً شامل دسته‌بندی‌های تحقیقاتی زیر می‌شود.
الگوریتم‌ها (عدی و غیر عددی): مدل‌های ریاضی، مدل‌های محاسباتی و شبیه‌سازی‌های رایانه‌ای که برای حل مسائل علوم (فیزیک، زیست‌شناسی، اجتماعی)، مهندسی و علوم انسانی ایجاد می‌شوند.
سخت افزار کامپیوتری که سخت افزار سیستم پیشرفته، سیستم عامل، شبکه و اجزای مدیریت را می دهد که برای حل مشکلات محاسباتی نیاز به توسعه و بهینه می کند.
زیرساخت محاسباتی که هم از حل مسائل علم و مهندسی و هم از توسعه کامپیوتر و اطلاعات پشتیبانی می کند
در كاربرد عملي، معمولاً از شبيه سازي كامپيوترها و ساير مشكلات محاسباتي از تحليل عددي و علوم كامپيوتر براي حل مسائل در رشته هاي مختلف علمي استفاده مي شود. این رشته با تئوری و آزمایش های آزمایشگاهی که اشکال سنتی علم و مهندسی متفاوت است. محاسبات علمی به دست آوردن از طریق تحلیل و تحلیل مدل های ریاضی پیاده سازی شده بر روی کامپیوتر است. مهندسین و برنامه های کامپیوتری و نرم افزارهای کاربردی برای توسعه می دهند که سیستم های مورد مطالعه را مدل می کنند و این برنامه را با مجموعه های خروجی از ورودی های اجرا می کنند. ماهیت علم محاسبات از الگوریتم های عددی [1] و ریاضیات محاسباتی استفاده می شود. در این مدل‌ها، این مدل‌ها به تعداد زیادی محاسبات (معمولاً ممیز شناور) نیاز دارند و بر روی ابر رایانه‌ها یا پلتفرم‌های محاسباتی می‌توانند اجرا شوند.

## دانشمند محاسباتی
اصطلاح دانشمند محاسباتی برای توصیف فردی که در محاسبات علمی مهارت دارد استفاده می شود. چنین فردی معمولاً یک دانشمند، یک مهندس یا یک ریاضیدان کاربردی است که محاسبات با کارایی بالا را به روش‌های مختلف به کار می‌گیرد تا در رشته‌های کاربردی مربوطه خود در فیزیک، شیمی یا مهندسی پیشرفت کند.
علم محاسبات در حال حاضر معمولاً به عنوان سومین روش علم [نیازمند منبع] در نظر گرفته می‌شود، که مکمل و افزودن به آزمایش/مشاهده و نظریه است (تصویر را ببینید).[2] در اینجا، یک سیستم به عنوان منبع بالقوه داده تعریف می شود، [3] آزمایش به عنوان فرآیند استخراج داده از یک سیستم با اعمال آن از طریق ورودی های آن [4] و یک مدل (M) برای یک سیستم (S) و آزمایش (E) به عنوان هر چیزی که E را می توان برای پاسخ به سؤالات در مورد S به کار برد.[5] یک دانشمند محاسباتی باید توانایی های زیر را داشته باشد:
شناخت مشکلات پیچیده
مفهوم سازی مناسب سیستم حاوی این مشکلات
طراحی چارچوبی از الگوریتم های مناسب برای مطالعه این سیستم: شبیه سازی
انتخاب یک زیرساخت محاسباتی مناسب (محاسبات موازی / محاسبات شبکه / ابر رایانه ها)
بدین ترتیب قدرت محاسباتی شبیه سازی به حداکثر می رسد
ارزیابی اینکه خروجی شبیه سازی تا چه سطحی به سیستم ها شباهت دارد: مدل اعتبار سنجی می شود
تعدیل مفهوم سازی سیستم بر این اساس
چرخه را تا زمانی که سطح مناسبی از اعتبار سنجی به دست آید تکرار کنید: دانشمند محاسباتی اطمینان دارد که شبیه سازی نتایج واقعی به اندازه کافی برای سیستم تحت شرایط مورد مطالعه ایجاد می کند.
تلاش قابل توجهی در علوم محاسباتی به توسعه الگوریتم‌ها، پیاده‌سازی کارآمد در زبان‌های برنامه‌نویسی و اعتبارسنجی نتایج محاسباتی اختصاص یافته است. مجموعه ای از مسائل و راه حل ها در علوم محاسباتی را می توان در Steeb, Hardy, Hardy, and Stoop (2004) یافت.[6]
فیلسوفان علم به این پرسش پرداختند که علم محاسبات تا چه حد به عنوان علم واجد شرایط است، از جمله هامفریس[7] و گلفرت[8]. آنها به پرسش کلی معرفت شناسی می پردازند: چگونه می توان از چنین رویکردهای علم محاسباتی بینشی به دست آورد؟ Tolk[9] از این بینش ها برای نشان دادن محدودیت های معرفت شناختی تحقیقات شبیه سازی مبتنی بر رایانه استفاده می کند. از آنجایی که علوم محاسباتی از مدل‌های ریاضی که نظریه اساسی را به شکل قابل اجرا نشان می‌دهند، استفاده می‌کند، در اصل، مدل‌سازی (ساخت نظریه) و شبیه‌سازی (پیاده‌سازی و اجرا) را اعمال می‌کنند. در حالی که شبیه سازی و علوم محاسباتی پیچیده ترین راه ما برای بیان دانش و درک ما هستند، آنها همچنین با تمام محدودیت ها و محدودیت هایی که قبلاً برای راه حل های محاسباتی شناخته شده اند، همراه هستند.